# هايدن ماكورميك
هايدن ماكورميك (بالإنجليزية: Hayden McCormick) هو دراج نيوزلندي، ولد في 1994 في كامبريدج في نيوزيلندا.

## وصلات خارجية
- هايدن ماكورميك على موقع الاتحاد الدولي للدراجات (الإنجليزية)
- هايدن ماكورميك على موقع أرشيف الدراجات (الإنجليزية)
- هايدن ماكورميك على موقع إحصائيات الدراجات الإحترافية (الإنجليزية)
- هايدن ماكورميك على موقع نسبة الدراجات (الإنجليزية)